# غيلبرت هاريس
غيلبرت هاريس (بالإنجليزية: Gilbert Harris)‏ هو لاعب كرة قدم أمريكية أمريكي، ولد في 18 يونيو 1984.

## وصلات خارجية
- غيلبرت هاريس على موقع مرجع كرة القدم المحترفة.كوم (الإنجليزية)